# Osvaldo Liranza
Osvaldo Liranza – kubański bokser, złoty medalista Igrzysk Dobrej Woli 2001 w Brisbane, czterokrotny wicemistrz Kuby w roku 1997, 1998, 1999 i 2002.
W półfinale Igrzysk Dobrej Woli 2001 pokonał Ukraińca Giennadija Ozarinskiego, a w finale Rosjanina Gieorgija Bałakszyna. W finale mistrzostw Kuby przegrywał z Maikro Romero (1997), dwukrotnie z Manuelem Mantillą (1998, 1999) oraz z Yankielem Leónem (2002).